# Marc Drouin
Pour les articles homonymes, voir Drouin.
Marc Drouin (1957 au Québec - ) est un auteur, comédien, chanteur, compositeur et metteur en scène québécois. Il est surtout connu sur la scène musicale québécoise pour avoir écrit et participé à la comédie musicale Pied de Poule en 1982.

## Théâtre et télévision
Marc Drouin termine sa formation de l'École nationale de théâtre du Canada (section interprétation) en 1976. Il s'envole pour Paris l'année suivante, afin de perfectionner l'écriture théâtrale et l'improvisation au cours d'Alain Knapp.
Il revient au Québec en 1978 pour créer sa pièce François Perdu, Hollywood P.Q. au théâtre de Quat'Sous ; il y tient le rôle principal et en assure la mise en scène. Les musiques sont de Robert Léger.
Drouin écrit, met en scène et interprète deux pièces en 1979 : Petit bateau deviendra grand au café Nelligan et Un cercueil à la dérive au théâtre de Quat'Sous.
Il écrit et met en scène la mini-comédie musicale Muguette Nucléaire en 1981. Geneviève Lapointe y tient le rôle-titre.
En 1982, Marc Drouin donne naissance à Pied de poule. La comédie musicale, adaptée de sa pièce François Perdu, Hollywood P.Q., est d'abord jouée au cabaret La Polonaise, sur Prince-Arthur à Montréal, avant d'être reprise au théâtre du Nouveau Monde et au théâtre Saint-Denis. Avec plus de 250 000 spectateurs, Pied de poule bat des records d'assistance pour une comédie musicale québécoise[réf. nécessaire].
En 1987, il produit le spectacle Vis ta vinaigrette inspiré de l'album éponyme. Au Gala de l'ADISQ de cette même année, il reçoit trois prix Félix : Metteur en scène de l'année, Découverte de l'année et Meilleur scénario pour le clip Remixez-moi. Vis ta vinaigrette se joue pendant deux semaines à la Maison de la danse de Lyon en 1988, puis au Spectrum de Montréal avant de partir en tournée au Québec. Toujours avec le même spectacle, il se produit au Café de la Gare à Paris pour une période de six mois en 1989.
Drouin fait ensuite la première partie de Smaïn pendant trois semaines à l'Olympia. La même année, il remporte le prix Félix de l'artiste s'étant le plus illustrée hors Québec et le Clip Cup Award pour Remixez-moi lors du Midem à Cannes.
Il conçoit une émission sur les ondes de Radio-Canada intitulée Images de Marc en 1990, en collaboration Louis Saïa. Ce projet met en vedettes plusieurs personnages interprétés par certains de la future distribution d'une nouvelle adaptation de Pied de Poule. L'émission, reconnue pour son humour grinçant et pour ses décors postmodernes, attire peu les téléspectateurs et est retirée des ondes avant la fin de la première saison.
En 1991, Drouin présente une nouvelle adaptation de Pied de poule au Vieux-Port de Montréal.
Drouin présente un nouveau spectacle en 1992, Le Sang de l'humour pendant deux semaines au Club soda de Montréal, puis un mois au théâtre de Quat'Sous.  Il s'installe à Paris pour une période de trois mois afin de produire ce même spectacle, renommé Il n'y a pas d'acteur heureux, au théâtre de Dix heures.
Il crée une nouvelle comédie musicale en 1998 intitulée I et présentée au théâtre Saint-Denis. La chanson Gambler est reprise par Garou en 2000 sur son premier album.
En 2003, une nouvelle mise en scène de Pied de poule, signée par Serge Denoncourt avec des musiques réactualisées, se joue à Joliette, au théâtre Outremont et à l'Olympia à Montréal, puis en tournée pour enfin terminer son périple au Casino de Montréal.
En 2007, Drouin et Léger collaborent à nouveau pour une version actualisée de  Muguette Nucléaire. Le rôle-titre est cette fois-ci confié à Pascale Montreuil.

## Scène musicale
L'année 1978 marque la première collaboration entre Marc Drouin et Robert Léger pour l'aspect musical de la pièce François Perdu, Hollywood P.Q. Cette pièce est l'ébauche de ce qui deviendra Pied de Poule.
Il collabore une fois de plus avec Robert Léger en 1981 pour la conception de Muguette Nucléaire.
C'est à l'été 1982 que la chanson-thème du spectacle Pied de poule devient un succès instantané. Robert Léger est encore une fois impliqué. La chorégraphie associée à la mélodie envahit les discothèques du Québec.
Il lance son premier microsillon en 1984 intitulé Marc Drouin et les Échalotes, propulsé par le succès de son premier extrait Après l'école. Il signe par la suite un second album, Vis ta vinaigrette, en 1986. L'année suivante, il reçoit plusieurs prix pour le spectacle éponyme de cet album (voir la section Théâtre et télévision ci-dessus).
En 1990, il enregistre l'album Showman et tourne deux clips sous la direction de Michel Brault : Crack Cow-boy et Pour humilier un homme.
2003 voit la sortie d'un album double, intitulé La Tête dans les spots et tourne 5 clips sous la direction de Momo Laredo de TheMomoZone : 'J'recommence à m'aimer mon amour (version AM et version FM), l'habit de Gorille, Papa de personne et Quitter.
En 2009, il collabore avec le trio électro montréalais 011 avec qui il enregistre la chanson La solitude amoureuse.

## Discographie
- Pied de poule, 1982, Kébec Disque
- Marc Drouin et les Échalottes, 1984
- Showman, 1990
- La Tête dans les Spots, 2003, Distribution Sélect